# Complexo de Fourier
Complexo de Fourier refere-se a uma forma extrema de igualitarismo na qual o indivíduo aceita, ou mesmo deseja, a pobreza geral, possivelmente até a miséria e a desnutrição, a fim  de igualar o bem-estar de todos os membros da sociedade. A expressão foi cunhada pelo economista austríaco Ludwig von Mises, em seu livro Liberalism (1927), com base no nome do famoso socialista utópico francês Charles Fourier. Como a atitude descrita por Mises não está de acordo com a racionalidade materialista ou com a autopreservação, ele a equipara a uma neurose ou transtorno psicológico, geralmente ativado pela inveja e pelo ressentimento. Ainda segundo Mises, o complexo de Fourier incorpora um ponto de vista misantrópico que pode ser comparado à ética anti-humana defendida pelos mais radicais ambientalistas e comunistas,  que podem ser levados muito além do ponto de beneficiar a espécie humana ou o próprio indivíduo.